# إدي ستيبلز
إدي ستيبلز (بالإنجليزية: Eddie Steeples)‏ مواليد 25 نوفمبر 1973 في تكساس، الولايات المتحدة، هو ممثل أمريكي بدأ مسيرته الفنية عام 2001.

## الأعمال

### أفلام
- أنا أعرف من قتلني
- اسمي إيرل

## روابط خارجية
- إدي ستيبلز على موقع IMDb (الإنجليزية)
- إدي ستيبلز على موقع ألو سيني (الفرنسية)
- إدي ستيبلز على موقع أول موفي (الإنجليزية)
- إدي ستيبلز على موقع إن إن دي بي (الإنجليزية)
- إدي ستيبلز على موقع قاعدة بيانات الفيلم (الإنجليزية)
- إدي ستيبلز على موقع كينوبويسك (الروسية)